# Heliga apostlarna Petrus och Paulus kyrka, Siemiatycze
Heliga apostlarna Petrus och Paulus kyrka (polska: Cerkiew Świętych Apostołów Piotra i Pawła) är en polsk-ortodox kyrkobyggnad belägen i staden Siemiatycze i Podlasiens vojvodskap, i nordöstra Polen. 
Kyrkan är helgad åt apostlarna Petrus och Paulus och är församlingskyrka för Apostlarna Petrus och Paulus ortodoxa församling i Siemiatycze. Den tillhör Warszawas och Bielsks stift.

## Historik
Kyrkan invigdes den 6 november 1866.

## Bilder

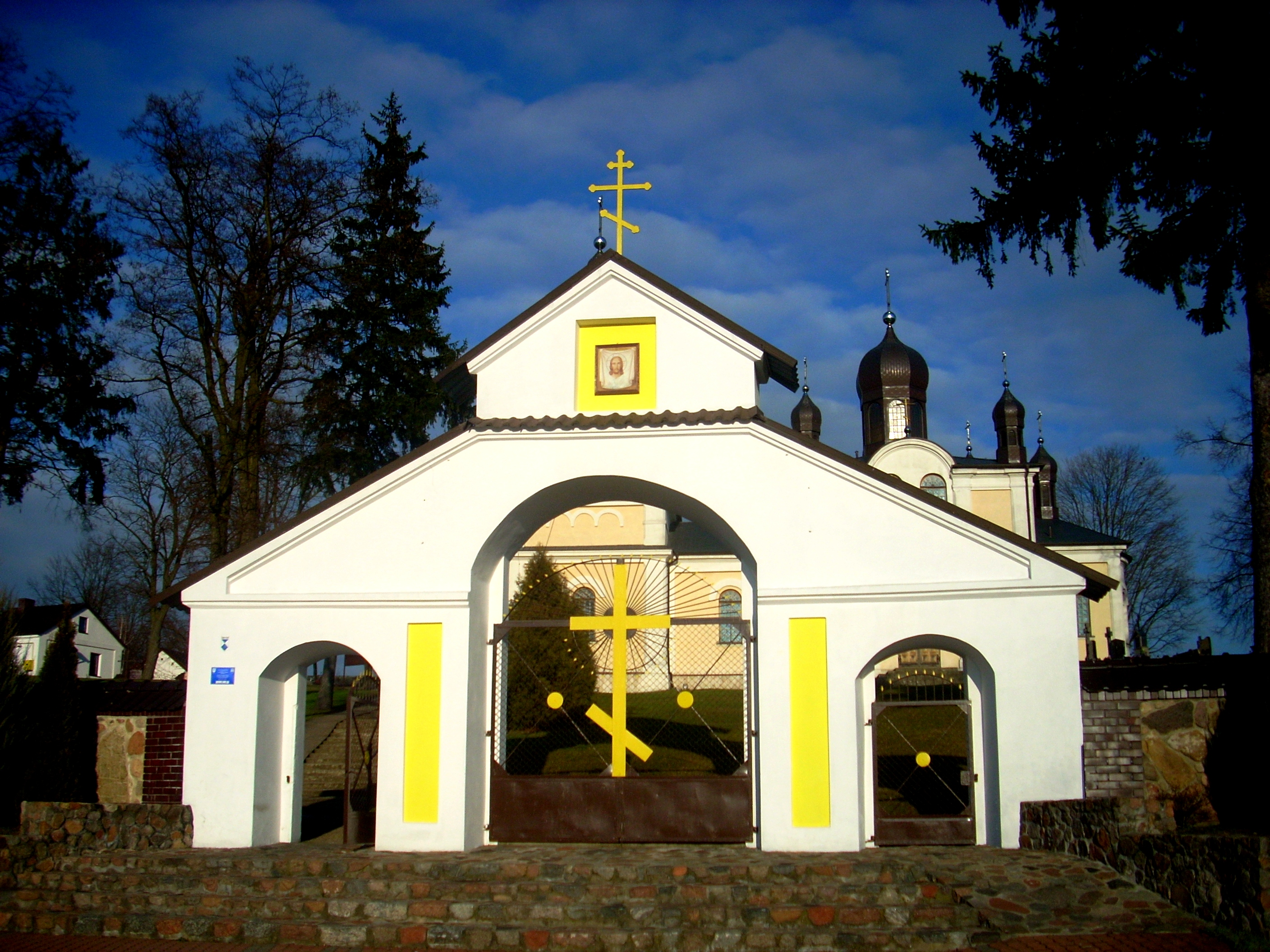
Kyrkans huvudport från 1890.
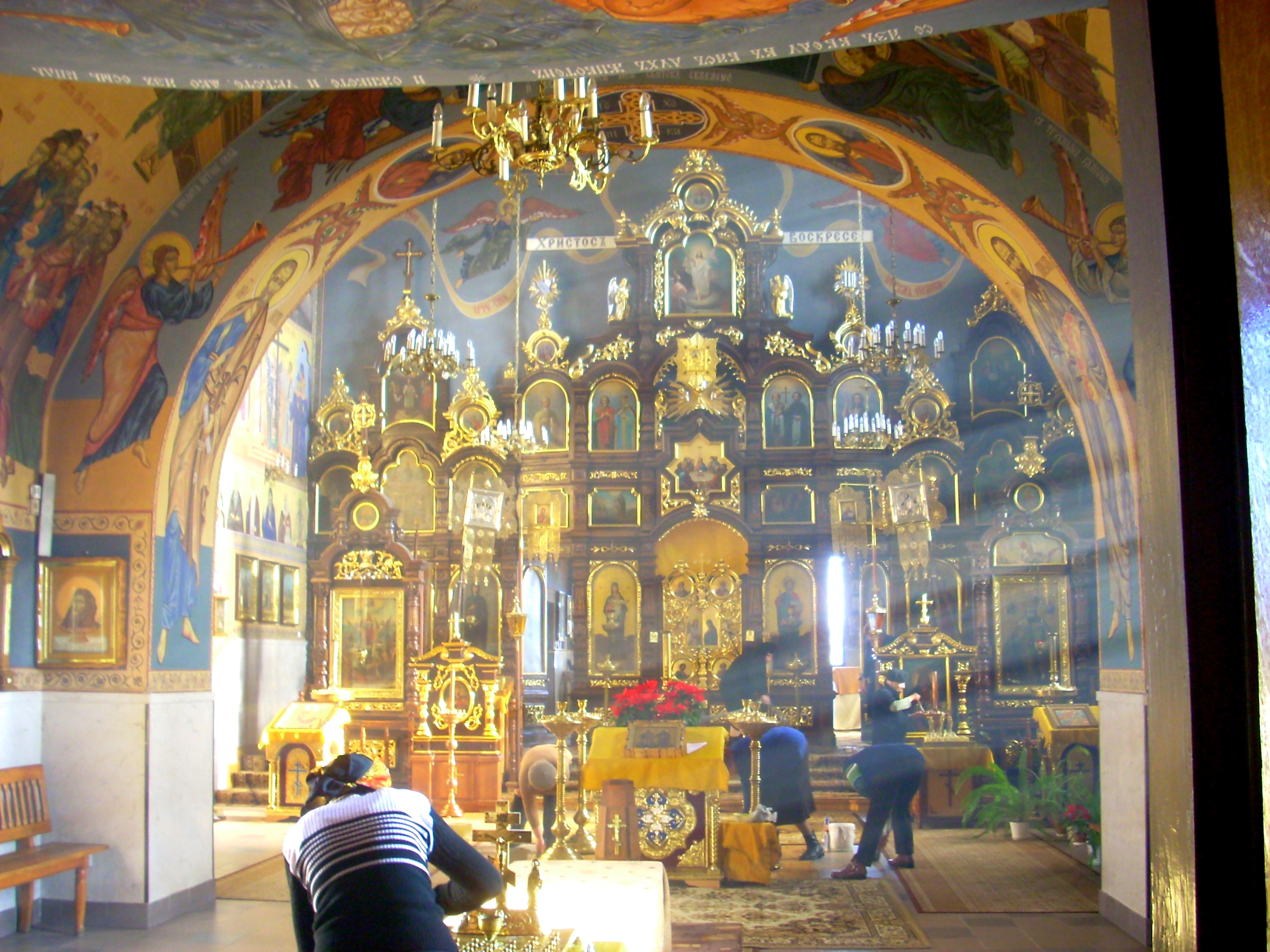
Kyrkans interiör mot ikonostasen.
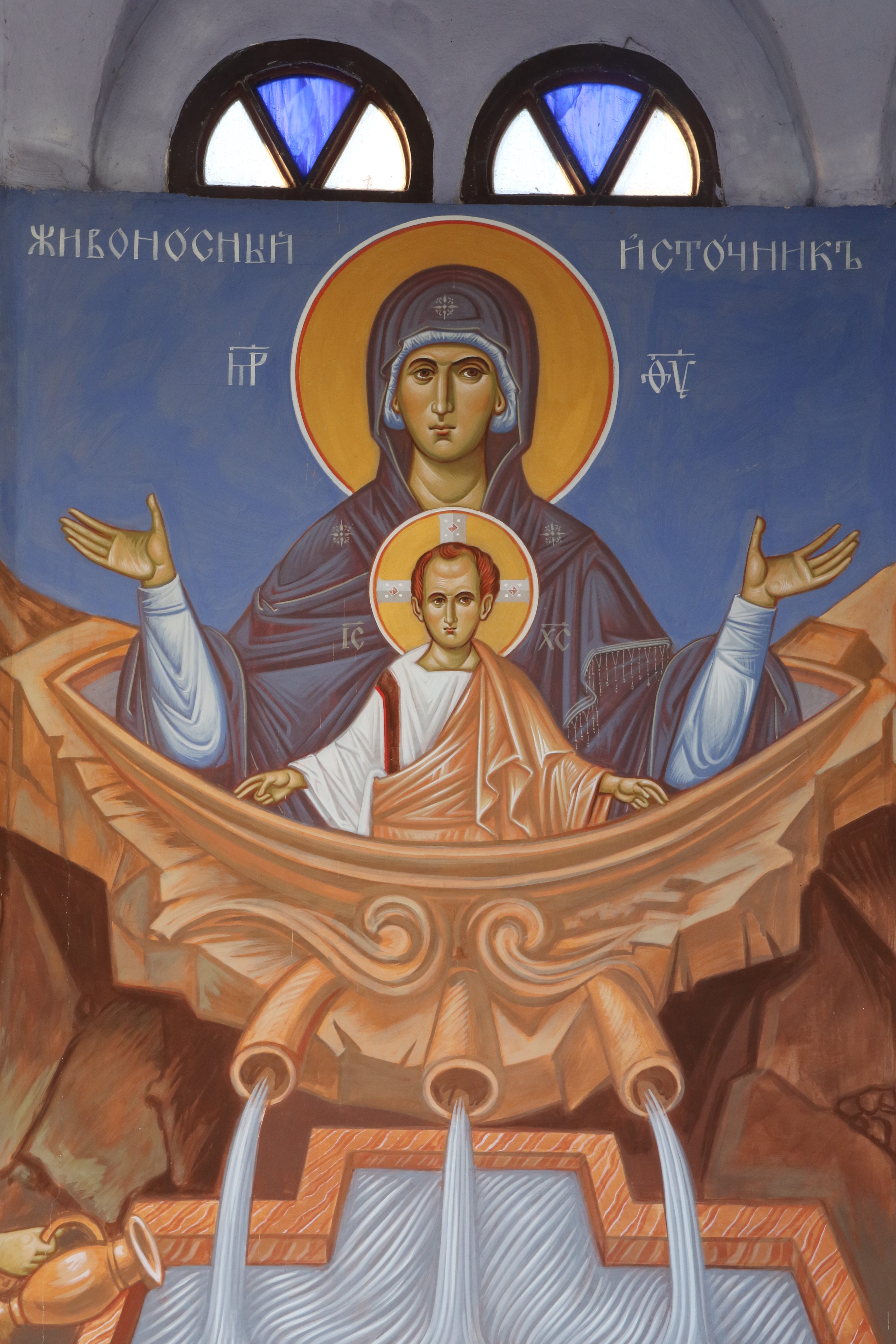
Mosaik i kyrkan föreställande Jungfru Maria (Guds moder) och Jesusbarnet.